# Príncipe de España

Estandarte del príncipe de España.

Príncipe de España fue un título creado en 1969 por medio de la ley de designación de Juan Carlos de Borbón como sucesor del general Francisco Franco en la jefatura del Estado a título de rey. Juan Carlos I ostentó dicho título hasta el 22 de noviembre de 1975, cuando asumió la jefatura del Estado tras la muerte de Franco.
El título llevaba asociados el tratamiento de Alteza Real y los honores militares correspondientes a los capitanes generales del Ejército. En 1971 se estableció oficialmente el guion y el estandarte del príncipe de España.